# Fagerheimsamlinga
Fagerheimsamlinga er en samling af Ola Fagerheim som står fremstillet i en egen museumsdel i Saudahallen i Sauda. Samlingen består af rundt 100 træudskæringer som fremstiller livet på vestkysten mellem 1800- og 1900-tallet. Arbejdstitlen på værket er Fra vugge til grav.